# Walserwege
Walserwege ist eine touristische Bezeichnung für Fußpfade zwischen den Dörfern der Walser, die im 13. und 14. Jahrhundert die oberen Enden zahlreicher Alpentäler besiedelten, von Hochsavoyen bis nach Westtirol. Vor der Verbreitung von Motorfahrzeugen waren diese über oft hohe Bergsättel führenden Pfade die kürzeste und schnellste Verbindung zwischen den verschiedenen Hochtälern. Viele waren aber nicht einmal als Saumpfade für Lasttiere geeignet. Die Verbindung der Walsersiedlungen mit tieferen Lagen desselben Tales war großenteils auch nicht mehr als ein Saumpfad. Die Gesamtlänge der Walserwege soll etwa 1000 km betragen.
Heutzutage werden diese Wege vom Wandertourismus genutzt. In Zusammenfassung zahlreicher Pfade wurde 2010 der Walserweg Graubünden eingerichtet. Er soll mit den Walserwegen in Vorarlberg und Norditalien zu einem Großen Walserweg zusammenwachsen.